# Cronologia de nevadas no Brasil
Este é um histórico das precipitações de neve no Brasil.
Os anos apresentados são os que tiveram precipitação de neve de significativa intensidade: 1816, 1879, 1915, 1918, 1920, 1926, 1928, 1930, 1941, 1944, 1955, 1957, 1965, 1970, 1975, 1979, 1980, 1981, 1984 1985, 1986, 1988, 1990, 1991, 1993, 1994, 1996, 1999, 2000, 2010, 2013 e 2021.

## 2005
- 6 de julho de 2005, em Gramado e São Francisco de Paula, na Serra Gaúcha; e em Urupema, no Planalto Sul catarinense.[14]
- 15 de setembro de 2005, em Barra do Quaraí, na fronteira oeste do Rio Grande do Sul com o Uruguai.

## 2006
- 21 de agosto de 2006, em Urupema (Santa Catarina).[15]
- 3 e 4 de setembro de 2006, na região serrana do Rio Grande do Sul,[16] grande Porto Alegre[17][18] e Planalto Sul de Santa Catarina.[19][20][21]
- 5 de setembro de 2006, em todas as regiões serranas do Rio Grande do Sul e Santa Catarina.[22][23]

## 2007
- 9 de maio de 2007, em Urupema (Santa Catarina).
- 23 e 24 de maio de 2007, na regiões serranas do Rio Grande do Sul e em São Joaquim (Santa Catarina)[24] e Urupema[25][26][27]
- 30 de maio de 2007, nos pontos mais altos das serras de Santa Catarina e do Rio Grande do Sul.[carece de fontes?]
- 10 de julho de 2007, em São Joaquim (Santa Catarina)[28]
- 11 de julho de 2007, em Arvorezinha, Itapuca e Soledade (Rio Grande do Sul);[29][30] e General Carneiro, Palmas, Francisco Beltrão, Cruz Machado e Pinhão, no Paraná.[carece de fontes?]
- 25 de julho de 2007, em São Joaquim (Santa Catarina) e São José dos Ausentes (Rio Grande do Sul).[carece de fontes?]
- 7 de agosto de 2007, em Rio Rufino e Urupema (Santa Catarina).[carece de fontes?]

## 2008
- 30 de maio de 2008, em São José dos Ausentes (Rio Grande do Sul).[31]
- 5 de setembro de 2008, em Pinheiro Machado, Piratini, Pedras Altas e Canguçu, com neve flocular, e Sant'Ana do Livramento, Herval, Arroio Grande, Hulha Negra, Candiota, Bagé, Aceguá, Dom Pedrito, Morro Redondo e Pelotas, com neve granular (grãos de gelo) e/ou chuva congelada (Rio Grande do Sul)[32][33][34][35]
- 7 de setembro de 2008, em São Joaquim (Santa Catarina).[carece de fontes?]
- 21 de setembro de 2008, em São Joaquim (Santa Catarina).[carece de fontes?]

## 2009
- 1.º de junho de 2009, em Bom Jesus, Gramado e São Francisco de Paula (Rio Grande do Sul)[carece de fontes?]
- 2 de junho de 2009, em São Joaquim, Urubici, Urupema e Painel (Santa Catarina) e Gramado, Caxias do Sul, Santa Maria do Herval, Ipê, Vacaria e São José dos Ausentes (Rio Grande do Sul)[carece de fontes?]
- 3 de junho de 2009, em São Joaquim.[carece de fontes?]
- 12 de julho de 2009, em São Joaquim (Santa Catarina) e Bom Jesus (Rio Grande do Sul)[carece de fontes?]
- 23 de julho de 2009, em São Joaquim (Santa Catarina)[carece de fontes?]
- 3 de agosto de 2009, Urubici (Santa Catarina)[carece de fontes?]

## 2010
- 15 de julho de 2010, em Luzerna (Santa Catarina).[36]
- 3 de agosto de 2010, em Cambará do Sul (neve flocular)[37] e Pelotas (neve granular),[38] no estado do Rio Grande do Sul.
- 4 de agosto de 2010, em São Joaquim, Urupema, Urubici, Anita Garibaldi, Bom Jardim da Serra, Santa Cecília, Ponte Alta, Curitibanos, Orleans, Urussanga (neve flocular) e Lages (chuva congelada), no estado de Santa Catarina; Cambará do Sul, Bom Jesus, Gramado, Caxias do Sul, Vacaria, Jaquirana e Lagoa Vermelha, no estado do Rio Grande do Sul.[39][40]
- 5 de agosto de 2010, em São Joaquim, Urupema e Urubici, no estado de Santa Catarina.[41] e Ponta Grossa (relatos dados ao SIMEPAR de neve granular e flocular), no Paraná.

## 2011
- 26 de junho de 2011: Caxias do Sul, Gramado, São José dos Ausentes, Canela, Igrejinha, São Francisco de Paula, Bom Jesus, no Rio Grande do Sul. Urubici e São Joaquim, em Santa Catarina.[42]
- 27 de junho de 2011: Caxias do Sul, Gramado, São José dos Ausentes, Canela, Igrejinha, São Francisco de Paula, Bom Jesus, no Rio Grande do Sul. Urubici e São Joaquim, em Santa Catarina. Palmas e Pato Branco, no Paraná.[43]
- 2 de agosto de 2011: Garibaldi, Bom Jesus e Itapuca, no Rio Grande do Sul, São Joaquim, Lages, Urupema, Urubici e Bom Jardim da Serra, em Santa Catarina, e Palmas,[40][44] e Guarapuava no Paraná.
- 3 de agosto de 2011: São Joaquim, Urubici, Urupema e Bom Jardim da Serra, em Santa Catarina.[45]
- 4 de agosto de 2011: São Joaquim, Urubici, Urupema e Bom Jardim da Serra, em Santa Catarina, e em Gramado, Canela, São José dos Ausentes e Cambará do Sul, no Rio Grande do Sul.[46]
- 20 de agosto de 2011: Santa Vitória do Palmar e Chuí, no Rio Grande do Sul, com neve granular, e Cerrito e Canguçu, no mesmo estado, com graupel (ou granizo miúdo).[47]

## 2012
- 30 de abril de 2012: Bento Gonçalves, Caxias do Sul, São Marcos, Alto Feliz, Canela, Capão Bonito do Sul, Ipê, São José dos Ausentes e Vacaria no Rio Grande do Sul, além de São Joaquim em Santa Catarina. Todas as cidades citadas tiveram registro de neve granular, por volta das 10 horas desse dia. Essa nevada foi a terceira mais precoce já registrada no Brasil, perdendo apenas para as nevadas de 17 de abril de 1999 e 27 de abril de 2016, em São Joaquim.[48]
- 6 de junho de 2012: chuva congelada em Canguçu, no Rio Grande do Sul.
- 7 de julho de 2012: Urubici (Morro da Igreja)[49] e interior de São Joaquim, em Santa Catarina.
- 12 de julho de 2012: a cidade de Pelotas, no Rio Grande do Sul, teve registro de graupel, na tarde desse dia.[50]
- 17 de julho de 2012: Urubici (apenas no Morro da Igreja) e Bom Jardim da Serra (com chuva congelada), em Santa Catarina. Relatos do aeroporto de Guarapuava, no Paraná, dados ao SIMEPAR esta manhã, indicam o registro de chuva congelada.
- 25 de setembro de 2012: algumas cidades na Serra Gaúcha (Gramado e Canela) e no sul do Rio Grande do Sul (Rio Grande, Pelotas, Cerrito, Morro Redondo, Pinheiro Machado, Pedro Osório e Canguçu) registraram graupel neste dia.[51][52]
- 26 de setembro de 2012: neve em flocos em São Francisco de Paula, Bom Jesus e São José dos Ausentes, no Rio Grande do Sul, e em São Joaquim, Urubici, Urupema e Bom Jardim da Serra, em Santa Catarina.[52]
- 27 de setembro de 2012: neve em flocos no Parque Nacional de Itatiaia, no Rio de Janeiro.[53]

## 2013
- 7 de maio de 2013: neve granular/chuva congelada em São Joaquim e Urupema.[54]
- 22 de julho de 2013: neve em: São José dos Ausentes, Esmeralda, Bom Jesus, Lagoa Vermelha, Vacaria, Pinhal da Serra, Palmitinho, Passo Fundo, Erechim, Frederico Westphalen e Horizontina, no Rio Grande do Sul; em Água Doce, Águas Mornas, Alfredo Wagner, Angelina, Antônio Carlos, Blumenau, Bom Jardim da Serra, Bom Retiro, Caçador, Campos Novos, Canoinhas, Catanduvas, Chapecó, Coronel Freitas, Curitibanos, Erval Velho, Fraiburgo, Herval do Oeste, Imbuia, Indaial, Itaiópolis, Itapiranga, Ituporanga, Iporã do Oeste, Jaborá, Joaçaba, Lages, Lebon Régis, Leoberto Leal, Mafra, Massaranduba, Papanduva, Painel, Pinhalzinho, Pinheiro Preto, Pomerode, Rancho Queimado, Rio do Sul, Rio Negrinho, Rodeio, Santo Amaro da Imperatriz, São Bento do Sul, São Miguel d'Oeste, São Joaquim, Tangará, Timbó Grande, Três Barras, Urubici, Urussanga, Urupema, Xanxerê e Xaxim, em Santa Catarina.[55] Guarapuava no Paraná.[56]
- 23 de julho de 2013: neve em: Antônio Olinto, Araucária,[57] Carambeí, Cantagalo, Campo Largo,[58] Campo Magro, Curitiba, Cruz Machado, Fazenda Rio Grande, General Carneiro, Goioxim, Guarapuava, Itaperuçu, Irati,[59] Lapa, Mallet, Piraí do Sul, Ponta Grossa, Porto Vitória, Palmas, Paula Freitas, Pinhão, São Mateus do Sul, São João do Triunfo, São José dos Pinhais e União da Vitória, no Paraná.[60] Palhoça (Morro do Cambirela)[61] e no Morro da Virgínia, Caçapava do Sul, Encruzilhada do Sul,[62] Gramado, Canela, Canguçu e Itaara (segundo o site da MetSul), no Rio Grande do Sul. Paranhos, no Mato Grosso do Sul.
- 25 de julho de 2013: neve no Morro da Igreja (Urubici), em Santa Catarina.
- 10 de agosto de 2013: neve na zona rural de São Joaquim, no distrito do Cruzeiro/Ademar e áreas elevadas acima de 1420 m.[carece de fontes?]
- 13 de agosto de 2013: neve granular em São Joaquim. Neve no Morro da Igreja.[carece de fontes?]
- 14 de agosto de 2013: neve em: São José dos Ausentes, Bom Jesus, Passa-Sete e Cambará do Sul, no Rio Grande do Sul;[63] São Joaquim, Urubici, Urupema, no Morro da Igreja e Água Doce em Santa Catarina;[carece de fontes?] neve em flocos em Palmas no Paraná.
- 15 de agosto de 2013: neve de forte intensidade no Morro da Igreja e de menor intensidade em São Joaquim.[carece de fontes?]
- 23 de agosto de 2013: neve fraca em Encruzilhada do Sul, no Rio Grande do Sul.[64] Chuva congelada em Caçapava do Sul, no Rio Grande do Sul.[65]
- 24 de agosto de 2013: neve fraca em Bagé, no Rio Grande do Sul.[carece de fontes?]
- 25 de agosto de 2013: chuva congelada em Pedro Osório e Arroio Grande, no Rio Grande do Sul.[carece de fontes?]
- 26 de agosto de 2013: aguaneve na zona rural de São Joaquim, no distrito do Cruzeiro/Ademar. Neve em Caxias do Sul, Gramado, Canela, Arvorezinha, Lagoa Vermelha, Antônio Prado, Ipê, São Marcos, Nova Pádua, Bom Jesus, São Francisco de Paula, Vacaria, Ibirubá, Itapuca, Fontoura Xavier, Bento Gonçalves, Farroupilha, Ibiraiaras, no Rio Grande do Sul e São Joaquim em Santa Catarina.[carece de fontes?]
- 27 de agosto de 2013: neve de forte intensidade em Caxias do Sul, Farroupilha, Flores da Cunha, Ipê, Fontoura Xavier, Itapuca, Arvorezinha, Gramado, Canela, Vacaria, Bom Jesus, São Francisco de Paula, Nova Pádua, Paraí, São Marcos, Nova Prata, Antônio Prado, Lagoa Vermelha, Ibirubá, Sananduva, Veranópolis, São José dos Ausentes, Erechim, Ibiraiaras, Cambará do Sul, São Jorge, Lagoão, Jaquirana, Getúlio Vargas, Bento Gonçalves, Soledade, Gabiju, Capão Bonito do Sul, Nova Petrópolis, Riozinho, Vanini, David Canabarro, Santo Antônio do Palma e Paraí, no Rio Grande do Sul. Neve em São Joaquim, Urupema, Urubici, Bom Jardim da Serra, Campos Novos e Painel, em Santa Catarina. neve granular em São Leopoldo (Região Metropolitana de Porto Alegre), no Rio Grande do Sul. Maior nevada na serra gaúcha desde 1994.[66]
- 24 de setembro de 2013: neve misturada a chuva em São Joaquim, de acordo com informações da Climaterra. Neve um tanto quanto "diferente" pois chega com temperatura "alta" (de aproximadamente 6 °C), isso devido a formação de grandes nuvens de desenvolvimento vertical. Está foi a segunda vez neste século em que foi registrada neve na primavera no Sul do Brasil.[67]

## 2014
- 25 de julho de 2014: neve fraca no topo do Morro das Torres (Urupema) e no topo do Morro da Igreja (Bom Jardim da Serra, Santa Catarina).[68][69]

## 2015
Não houve nevadas, devido à forte intensidade do efeito climático El Niño.[carece de fontes?]

## 2016
- 27 de abril de 2016: chuva congelante de manhã no Morro da Igreja (Bom Jardim da Serra, Santa Catarina). Neve fraca e de curta duração em São Joaquim, à tarde e à noite. Foi a segunda nevada mais precoce já registrada na história.[48]
- 8 de junho de 2016: neve fraca no Morro da Igreja entre 8:00 e 8:20 da manhã, segundo informações do Cindacta II.[70]
- 10 de junho de 2016: pancadas de neve granular em Gramado, Canela, Farroupilha, Caxias do Sul, Nova Petrópolis, Morro Reuter e São Francisco de Paula, no Rio Grande do Sul, por volta do meio dia. Neve fraca em São Joaquim, Santa Catarina, no fim da tarde.[71][72][73]
- 16 de julho de 2016: pancadas de neve fraca em São José dos Ausentes entre o fim da tarde e noite.[74]
- 17 de julho de 2016: neve em Gramado, Canela, Caxias do Sul, São José dos Ausentes, Bom Jesus e Cambará do Sul, no Rio Grande do Sul. Neve forte porém de curta duração e pequena acumulação em São Francisco de Paula (Rio Grande do Sul). Neve em São Joaquim e Urupema, em Santa Catarina.[74] À noite caiu chuva congelada em Pinheiro Machado e Piratini, ambos municípios da Serra do Sudeste, no Rio Grande do Sul.[75]
- 10 de agosto de 2016: neve fraca no fim da manhã entre o Morro da Igreja e a cidade de São Joaquim, Santa Catarina.[76]
- 21 de agosto de 2016: neve moderada em áreas acima de 1400m dos municípios de São Joaquim, Urubici, Bom Jardim da Serra, Painel, Rio Rufino, Bom Retiro (Morro da Bela Vista do Ghizoni) e Urupema, em Santa Catarina. Neve granular em São Francisco de Paula e Carlos Barbosa, no Rio Grande do Sul. Chuva congelada em Canela, Gramado, Gravataí e Alvorada, também no Rio Grande do Sul.[77][78]

## 2017
- 9 de junho de 2017: neve em São Joaquim, Urupema, Urubici, Bom Jardim da Serra, em Santa Catarina e em São José dos Ausentes, no Rio Grande do Sul. Chuva congelada em Fraiburgo, Lages (Santa Catarina), Caxias do Sul (Rio Grande do Sul), Gramado (Rio Grande do Sul) e Palmas (Paraná). Neve granular em Irani (Santa Catarina).[79]
- 19 de junho de 2017: neve em São Joaquim.[80]
- 16 de julho de 2017: neve granular e chuva congelada em Pinheiro Machado.[81] Chuva congelada em Alegrete, Santana do Livramento, Uruguaiana, Bagé, Pedro Osório, Herval, Canguçu, Caçapava do Sul, Camaquã e Barra do Quaraí[82]
- 17 de julho de 2017: neve granular em Canela, Gramado, Caxias do Sul e Palmeira das Missões, no Rio Grande do Sul; chuva congelada em Soledade, Caseiros, São Francisco de Paula, Teutônia, São Marcos, Crissiumal, Passo Fundo e Nova Prata, no Rio Grande do Sul.[81] Chuva congelada em Urupema, Xanxerê e Chapecó, Maravilha, Cunha Porã e São Miguel d'oeste[83] neve granular em Irani e São Joaquim e aguaneve em São Joaquim, em Santa Catarina.[84]
- 18 de julho de 2017: o fenômeno voltou a ser registrado, com menor intensidade no Paraná, mais precisamente em Palmas, ocorrendo também, chuva congelada em Cascavel e Curitiba, além de outros municípios na metade sul do estado.[85]

## 2018
- 14 de junho de 2018: neve granular em Foz do Iguaçu, no Paraná.[86]
- 4 de julho de 2018: chuva congelada em Santana do Livramento e chuva congelada com neve granular e em flocos (sem acúmulo) em Pinheiro Machado, (Rio Grande do Sul);[87][88] neve granular e/ou chuva congelada em Piratini, Dom Pedrito, Pelotas, Hulha Negra, Veranópolis, Herval, Bagé, Aceguá, Caxias do Sul e Carazinho.[89]
- 10 de julho de 2018: neve em flocos e com ligeiro acúmulo na localidade de Mundo Novo e no Morro da Igreja, em Urubici, no Morro das Antenas, em Urupema, e no distrito do Cruzeiro, em São Joaquim, em Santa Catarina.[90]
- 9 de agosto de 2018: Neve em flocos ou chuva congelada no Morro das Torres, em Urupema, em partes da zona rural de São Joaquim e no Morro da Igreja (entre Urubici e Bom Jardim da Serra), em Santa Catarina.[91]
- 10 de agosto de 2018: neve em flocos em Gramado e Bom Jesus, Rio Grande do Sul (sem acúmulo) e neve granular em Caxias do Sul e São Francisco de Paula, no mesmo estado.[92]
- 20 de agosto de 2018: chuva congelada em São Borja, no Rio Grande do Sul.[93]

## 2019
- 5 de julho de 2019: neve em flocos misturada com chuva fraca líquida em pontos esparsos do centro de Pelotas, Rio Grande do Sul (próximo ao meio-dia, com cerca de 40 minutos de duração).[94]
- 6 de julho de 2019: neve fraca em flocos (por cerca de 10 minutos) em cidades do Rio Grande do Sul: Cambará do Sul, Gramado, São Francisco de Paula, Canela e São José dos Ausentes, na Serra Gaúcha, e em Riozinho, no vale do Rio Paranhana. Em Pinheiro Machado, nas Serras de Sudeste, no sul estado, houve formação de sincelo.[95]
- 2 de agosto de 2019: chuva congelada em Soledade, Palmeira das Missões, Itapuca, Morro Reuter, Gramado, Canela, Bento Gonçalves, Farroupilha, Garibaldi, Flores da Cunha, Caxias do Sul, Bom Jesus[96] e Vacaria, todas no Rio Grande do Sul. Neve em flocos com intensidade fraca em Cambará do Sul e São José dos Ausentes, Rio Grande do Sul, e em São Joaquim e Urupema, Santa Catarina; neve granular em Bom Jardim da Serra, Santa Catarina, e em Jaquirana, Rio Grande do Sul.[97][98][99]
- 13 de agosto de 2019: neve granular em São José do Norte e chuva congelada em Santa Vitória do Palmar, ambas no Rio Grande do Sul.[100]

## 2020
- 2 de julho de 2020: neve granular em São Joaquim, Santa Catarina.[101] Neve fraca e chuva congelada em Palmas, Paraná.[102]
- 25 de julho de 2020: chuva congelada em Pinheiro Machado, no Rio Grande do Sul.[103]
- 11 de agosto de 2020: neve granular em Quaraí, Rosário do Sul, Canguçu e na zona rural de Pelotas, Rio Grande do Sul, além de chuva misturada com neve em Caçapava do Sul, no mesmo estado.[104]
- 20 de agosto de 2020: neve de moderada intensidade em São Francisco de Paula, e fraca em Gramado, Canela, Caxias do Sul, Nova Petrópolis, Bom Jesus, Jaquirana, São José dos Ausentes e Cambará do Sul, Rio Grande do Sul.[105] Neve granular em Rio Grande, Canguçu, Pelotas, Pinheiro Machado, Chuí e Piratini, com graupel em Herval, no mesmo estado. Neve em São Joaquim e Bom Jardim da Serra, em Santa Catarina.[106]
- 21 de agosto de 2020: neve em Urubici, Urupema, Grão-Pará, Anitápolis, Rancho Queimado, Major Gercino, Mafra, São Bento do Sul, Rio Negrinho, Itaiópolis e nos pontos altos de Campo Alegre, Joinville e Garuva, Santa Catarina.[107] Neve granular em alguns pontos de Curitiba, Paraná.[108]

## 2021
- 28 de junho de 2021: neve em São Joaquim e Água Doce, Santa Catarina e em Bom Jesus e São José dos Ausentes, Rio Grande do Sul, durante o início da manhã, e em Quaraí, no sudoeste do estado, à noite.[109] Chuva congelada em Abelardo Luz, Bom Jardim da Serra, Urubici, Urupema e Lages, todos em Santa Catarina.[109] Chuva congelada também registrada no Paraná nas cidades de Cascavel,[110] General Carneiro,[111] Enéas Marques e Renascença.[112] Chuva congelada e flocos de neve em Clevelândia e Pato Branco no Paraná.[113] Neve no distrito de Horizonte em Palmas, no Paraná.[114]
- 29 de junho de 2021: neve fraca em flocos e granular em Caxias do Sul, Flores da Cunha, Farroupilha e Gramado, Rio Grande do Sul, durante a manhã.[115]
- 30 de junho de 2021: neve em flocos em São Joaquim e Urupema, em Santa Catarina, durante a manhã.[116]
- 18 de julho de 2021: neve fraca em São José dos Ausentes, Rio Grande do Sul, entre às 4h00 e às 5h00 da manhã.[117]
- 27 de julho de 2021: neve fraca em flocos em Canguçu e neve granular em Morro Redondo e em parte da zona rural de Pelotas, no sul do Rio Grande do Sul, durante o período da manhã.[118]
- 28 de julho de 2021: neve granular (citada na imprensa como "chuva congelada" − ver o real fenômeno) em Araruna,[119] Floraí,[120] Pitanga,[121] Imbaú, Ortigueira, Tibagi e Telêmaco Borba, no Paraná.[122][123][124] Neve granular e em flocos em Pinheiro Machado, no sul do Rio Grande do Sul, com fraca intensidade.[125] Neve em flocos e granular em Pelotas, Piratini e Herval, no sul do Rio Grande do Sul, neve granular e em flocos em Carlos Barbosa, São Francisco de Paula, Caxias do Sul, Farroupilha, São José dos Ausentes, Canela e Gramado, na Serra Gaúcha, em Marau, atém de Júlio de Castilhos, Nova Petrópolis, Itaara, Tupanciretã, Canguçu e Lavras do Sul.[126] Na maioria dos lugares sem acumulação, com algum acúmulo em locais como em Gramado, Canela, Caxias do Sul, Cambará do Sul, Vacaria e São Francisco de Paula. Em Santa Catarina, neve em flocos (com menor intensidade que na Serra Gaúcha) em 23 cidades, como São Joaquim, Urubici e Urupema.[127]

## 2022
- 17 de maio de 2022: neve granular em Palmas e General Carneiro no Paraná.[128] Neve em flocos em São Joaquim, Urubici e Urupema, em Santa Catarina, e em São José dos Ausentes, no Rio Grande do Sul.[129]
- 18 de maio de 2022: neve em flocos em Urupema, Santa Catarina.[130]
- 18 de agosto de 2022: neve granular em Piratini, Aceguá, Santana do Livramento e São José dos Ausentes, Rio Grande do Sul, e neve de fraca intensidade em São Joaquim, Urubici, Urupema e Bom Jardim da Serra, em Santa Catarina. Sincelo em Urupema.[131][132]
- 22 e 23 de setembro de 2022: neve com alguma acumulação em São Joaquim (distrito de Cruzeiro), Santa Catarina.[133]
- 1 de novembro de 2022: neve em flocos no topo do Morro da Igreja, município de Urubici, Santa Catarina, e neve granular em São Joaquim, no mesmo estado. É o primeiro registro histórico de neve no mês de novembro no sul do Brasil.[134]

## 2023
- 19 de abril de 2023: neve em flocos em Bom Jardim da Serra, Santa Catarina.[135]
- 14 de julho de 2023: neve em flocos em São Joaquim, Bom Jardim da Serra e Urubici, no estado de Santa Catarina.[136]

## 2024
- 28 de maio de 2024: neve fraca em flocos em São Joaquim, Santa Catarina.[137]
- 15 de julho de 2024: chuva congelada em Aceguá, Piratini, Santana do Livramento, São José dos Ausentes, e Cambará do Sul, Rio Grande do Sul.
- 9 de agosto de 2024: neve fraca em flocos em São Joaquim, Santa Catarina, no final da noite.[138]
- 24 de agosto de 2024: neve fraca em Bom Jardim da Serra, Santa Catarina.[139]

## 2025
- 29 de maio de 2025: neve fraca em flocos em Cambará do Sul, São José dos Ausentes e Monte Alegre dos Campos, na Região da Serra do Rio Grande do Sul; e em  Urupema, São Joaquim e em Bom Jardim da Serra, na região serrana de Santa Catarina.[140][141]

- 24 de junho de 2025: neve granular em Gramado e em Santa Maria do Herval, ambas no Rio Grande do Sul.[142]

- 25 de junho de 2025: neve em flocos em Pinheiro Machado, no sul do Rio Grande do Sul, durante a madrugada.[143]

- 30 de junho de 2025: neve fraca em flocos em São Joaquim, Urubici e Urupema, no estado de Santa Catarina, durante a noite.[144]

- 9 de agosto de 2025: neve moderada em São José dos Ausentes e Cambará do Sul, na região serrana do Rio Grande do Sul.[145]